# 12. Primetime Emmy-gála
A 12. Primetime Emmy-gála során az 1959 és 1960 között főműsoridőben bemutatott, amerikai televíziós programokat értékelték. A jelölteket az Academy of Television Arts & Sciences választotta ki. A Los Angeles-i NBC Studiosban tartott ceremóniát az NBC közvetítette 1960. június 20-án. A műsor házigazdája Fred Astaire volt. Ezen a ceremónián választották ketté a főbb kategóriákat vígjáték és dráma kategóriákra, ami ezután a Emmy-gálák során állandósult. A gála során éles változások történtek, több színészi kategóriát megszüntettek vagy összevonták, a kategóriákban pedig összesen 3 jelölt volt a megszokott 5 helyett. A kis számok miatt így egyetlen műsor sem kapott egynél több díjat.

## Győztesek és jelöltek
A nyertesek félkövérrel jelölve.

### Műsorok
| Legjobb vígjátéksorozat | Legjobb drámasorozat |
| --- | --- |
| - The Art Carney Special (NBC) - The Danny Thomas Show (CBS) - Father Knows Best (CBS) - The Jack Benny Show (CBS) - The Red Skelton Show (CBS)                 | - Playhouse 90 (CBS) - DuPont Show of the Month (CBS) - The Moon and Sixpence (NBC) - Startime (NBC) - The Untouchables (ABC)             |
| Legjobb varietésorozat | Legjobb gyerekműsor |
| - The Fabulous Fifties (CBS) - Another Evening with Fred Astaire (NBC) - The Dinah Shore Chevy Show (NBC) - The Garry Moore Show (CBS) - The Revlon Revue (CBS) | - Foxi Maxi (szindikált sugárzás) - Captain Kangaroo (CBS) - Lassie (CBS) - Mr. Wizard (NBC) - Villámpata Seriff (szindikált sugárzás)    |
| Legjobb ismeretterjesztő műsor | Legjobb hírműsor |
| - The Twentieth Century (CBS) - CBS Reports (CBS) - Meet the Press (NBC) - Small World (CBS) - 1960. évi nyári olimpiai játékok (CBS)                           | - The Huntley–Brinkley Report (NBC) - Chet Huntley Reporting (NBC) - Douglas Edwards with the News (CBS) - Journey to Understanding (NBC) |

### Színészek

#### Főszereplők
| Legjobb férfi főszereplő | Legjobb női főszereplő |
| --- | --- |
| - Robert Stack – The Untouchables (Eliot Ness) (ABC) - Richard Boone – Have Gun — Will Travel (Paladin) (CBS) - Raymond Burr – Perry Mason (Perry Mason) (CBS) | - Jane Wyatt – Father Knows Best (Margaret Anderson) (CBS) - Donna Reed – The Donna Reed Show (Donna Stone) (ABC) - Loretta Young – The Loretta Young Show (Önmaga) (NBC) |

#### Mellékszereplők
| Legjobb férfi mellékszereplő | Legjobb női mellékszereplő |
| --- | --- |
| - Laurence Olivier – The Moon and Sixpence (Charles Strickland) (NBC) - Lee J. Cobb – Playhouse 90 (Epizód: "Project Immortality") (Dr. Lawrence Doner) (CBS) - Alec Guinness – Startime (Epizód: "The Wicked Scheme of Jebal Deeks") (Jebal Deeks) (NBC) | - Ingrid Bergman – Startime (Epizód: "The Turn of the Screw") (Nevelőnő) (NBC) - Julie Harris – DuPont Show of the Month (Epizód: "Ethan Frome") (Mattie Silver) (CBS) - Teresa Wright – NBC Sunday Showcase (Epizód: "The Margaret Bourke-White Story") (Margaret Bourke-White) (NBC) |

### Rendezők
| Legjobb rendező (vígjátéksorozat) | Legjobb rendező (drámasorozat) |
| --- | --- |
| - The Jack Benny Show – Ralph Levy, Bud Yorkin (CBS) - The Danny Thomas Show – Sheldon Leonard (CBS) - The Red Skelton Show – Seymour Berns (CBS) | - The Moon and Sixpence – Robert Mulligan (NBC) - Desilu Playhouse (Epizód: "The Untouchables") – Phil Karlson (CBS) - Startime (Epizód: "The Turn of the Screw") – John Frankenheimer (NBC) |

### Forgatókönyvírók
| Legjobb forgatókönyv (vígjátéksorozat) | Legjobb forgatókönyv (drámasorozat) |
| --- | --- |
| - The Jack Benny Show – George Balzer, Hal Goldman, Sam Perrin, Al Gordon (CBS) - The Ballad of Louie the Louse – Nat Hiken (CBS) - Father Knows Best – Dorothy Cooper and Roswell Rogers (CBS)                                              | - Alkonyzóna – Rod Serling (CBS) - Playhouse 90 (Epizód: "Project Immortality") – Loring Mandel (CBS) - Startime (Epizód: "The Turn of the Screw") – James Costigan (NBC) |
| Legjobb forgatókönyv (dokumentumfilm) | |
| - CBS Reports (Epizód: "The Population Explosion") – Howard K. Smith, Av Westin (CBS) - Project XX (Epizód: "Life in the Thirties") – Richard Hanser (NBC) - The Twentieth Century (Epizód: "From Kaiser to Fuehrer") – James Benjamin (CBS) | |

## Fordítás
- Ez a szócikk részben vagy egészben  a(z)   12nd Primetime Emmy Awards című angol Wikipédia-szócikk fordításán alapul.  Az eredeti cikk szerkesztőit annak laptörténete sorolja fel. Ez a jelzés csupán a megfogalmazás eredetét és a szerzői jogokat jelzi, nem szolgál a cikkben szereplő információk forrásmegjelöléseként.